# Бакинський музей сучасного мистецтва
Музей сучасного мистецтва (азерб. Müasir incəsənət muzeyi) в Баку.
Відкритий 20 березня 2009 року. У музеї зібрано понад 800 робіт азербайджанських художників і скульпторів, що в основному працюють в авангардному стилі. У музеї виставляються роботи таких майстрів як Саттар Бахлулзаде, Беюкага Мірзазаде, Ельміра Шахтахтинська, Таїр Салахов, Омар Ельдаров, Надир Абдурахманов.
Автором дизайну музею є відомий художник Алтай Садихзаде. У музеї передбачені зал дитячого мистецтва, бібліотека, відеозал, ресторан і арткафе.
На церемонії відкриття був присутній президент Азербайджану Ільхам Алієв, перша леді Азербайджану посол доброї волі ЮНЕСКО Мехрібан Алієва і генеральний директор ЮНЕСКО Коішіро Мацуура.